# McDonnell FH-1 Phantom
FH-1 Phantom — американский палубный истребитель. 
Вошёл в историю как первый реактивный палубный истребитель США.
Первый полёт совершил 26 января 1945 года. Состоял на вооружении двух эскадрилий ВМС США и двух эскадрилий Корпуса морской пехоты в 1947—1949 годах. Всего построено 62 самолёта. Позже переданы в Резерв ВМС США.

## Тактико-технические характеристики

### Технические характеристики
- Экипаж: 1 человек
- Длина: 11,35 м
- Размах крыла: 12,42 м
- Высота: 4,32 м
- Масса пустого: 3031 кг
- Масса снаряжённого: 4552 кг
- Масса максимальная взлётная: 5469 кг
- Ёмкость внутренних топливных баков: 1420 л
- Двигатели: 2× Вестингауз J30-WE-20 (7,1 кН)

### Лётные характеристики
- Максимальная скорость у земли: 771 км/ч
- Крейсерская скорость: 399 км/ч
- Дальность полёта: 1120 км
- Перегоночная дальность (с ПТБ): 1580 км
- Практический потолок: 12 525 м
- Скороподъёмность: 21,5 м/с (1289 м/мин)
- Удельная нагрузка на крыло: 178 кг/м²
- Тяговооружённость: 0,32

### Вооружение
- Пулемёты: 4×12,7 мм